# TFBoys
TFBoys (viết tắt của The Fighting Boys, tiếng Trung: 加油男孩, tiếng Việt: Những chàng trai chiến binh, có thể viết cách điệu thành TFBOYS) là nhóm nhạc thiếu niên người Trung Quốc được thành lập vào ngày 6 tháng 8 năm 2013 bởi TF Entertainment, thông qua sự tuyển chọn giữa các thực tập sinh của TF Gia tộc. TFBOYS gồm 3 thành viên là Vương Tuấn Khải, Vương Nguyên và Dịch Dương Thiên Tỉ..
Trong vòng một năm kể từ khi ra mắt, TFBOYS đã trở thành một trong những nghệ sĩ nổi tiếng nhất ở Trung Quốc với bài hát "Sổ tay rèn luyện thanh xuân" và được phổ biến rộng rãi trên khắp châu Á. Toàn bộ nhóm có giá trị thương mại ước tính hơn 430 triệu USD (3 tỷ nhân dân tệ) kết hợp từ chứng thực và xây dựng thương hiệu vào năm 2018, và doanh số trung bình của mỗi thành viên từ các thương hiệu ban nhạc là 17 triệu USD mỗi tháng. Tính đến năm 2020, TFBOYS đã thu thập được hơn 250 triệu người theo dõi trên Sina Weibo và được xếp hạng trong danh sách Forbes China Celebrity 100 7 năm liên tiếp kể từ năm 2015, trở thành một trong những người nổi tiếng trẻ tuổi nhất lọt vào danh sách này.

## Lịch sử

### 2013 – 2014: Ra mắt công chúng
Ngày 1 tháng 6 năm 2013, TF Entertainment đã phát hành video cover "Hành tây" của ban nhạc rock Đài Loan Mayday với sự tham gia của các thực tập sinh Vương Tuấn Khải, Vương Nguyên cùng các thành viên trong TF Family. Video đã lan truyền nhanh chóng và lập kỷ lục về số lượt xem cao nhất của một ngôi sao nhí cover ở Đài Loan. Ngày 5 tháng 6 cùng năm, họ trở thành những ngôi sao nhí Trung Quốc đại lục đầu tiên xuất hiện trên bản tin Đài Loan. Sau đó, có hai thực tập sinh được chuẩn bị ra mắt là Vương Tuấn Khải và Vương Nguyên nhưng TF Entertainment đã phát hiện ra tài năng của Dịch Dương Thiên Tỉ. Kỹ năng của anh ấy tập trung vào vũ đạo, đặc biệt là phong cách Latin và Hiphop.
Ngày 6 tháng 8 năm 2013, TFBOYS xuất hiện lần đầu tiên với một video quảng cáo được phát bởi TF Entertainment mang tên "Ten Years". Ngày 4 tháng 10, nhóm tổ chức buổi ra mắt đầu tiên tại Sun Moonlight Center ở quận Du Trung, Trùng Khánh. TFBOYS chính thức ra mắt vào ngày 18 tháng 10 năm 2013 với album đầu tiên "Start to Heart", bao gồm cả ca khúc chủ đề "Heart".
Năm 2014, TFBOYS phát hành mini-album thứ hai "Manual of Youth", các bài hát đều trở thành hit của năm như "Lâu đài phép thuật", "Vì ước mơ, luôn chuẩn bị, sẵn sàng", "Hòn đảo vui vẻ" và "Sổ tay rèn luyện thanh xuân". Trong đó, riêng ca khúc "Sổ tay rèn luyện thanh xuân" giúp nhóm nhận về bốn giải thưởng, đứng vị trí số 1 trên YinYueTai VChart Awards trong 5 tuần liên tiếp. Ca khúc này đã đưa TFBOYS trở thành ngôi sao hạng A ở Trung Quốc một cách chóng mặt và được biết đến rộng rãi trên toàn châu Á. Tại YinYueTai VChart Awards 2014, TFBOYS nhận hai giải "Nghệ sĩ được yêu thích nhất" và "Nghệ sĩ nổi tiếng xuất sắc nhất".
Ngày 3 tháng 8 năm 2014, TFBOYS đã tổ chức một buổi họp mặt tri ân người hâm mộ nhân kỷ niệm một năm thành lập tại Trung tâm mua sắm Bắc Kinh Hualian Changying. Sau sự kiện này, Lý Tiểu Lâm, chủ tịch Ban Hợp tác Quốc tế của Quỹ Phúc lợi Dân số Trung Quốc đã gửi một lá thư cho TFBOYS với nội dung tuyên bố họ sẽ là đại sứ cho tổ chức từ thiện "Happy Smiles". TFBOYS đã quyên góp cho trẻ em bị sứt môi và hở hàm ếch thông qua nền tảng truyền thông xã hội lớn của họ. Số lượng tương tác về vấn đề này đã vượt quá 800 triệu. Vào thời điểm kỷ niệm đầu tiên của họ, lượng tương tác này đã quyên góp được hơn 370.000 NDT với tổng cộng gần 40.000 cư dân mạng đã tham gia quyên góp. Khoản quyên góp đã giúp đỡ hơn 100 trẻ em bị sứt môi. Ngày 15 tháng 8, TFBOYS quyên góp 300.000 NDT cho đồng bào thiệt mạng trong Vụ nổ tại Thiên Tân 2015, và tặng một phần thu nhập từ tiền bán vé trong lễ kỷ niệm hai năm ra mắt cho dự án từ thiện dành cho các cựu chiến binh chống Nhật. Ngày 20 tháng 8, TFBOYS nhận được tiếp sức phúc lợi công cộng "Ice Bucket Challenge" do Chương Tử Di chuyển đến. Ngày 17 tháng 10, TFBOYS được Quỹ Mango V mời làm đại sứ của "Dự án hiện thực hóa ước mơ". Ngày 26 tháng 11, TFBOYS tham gia vào mùa thứ hai của chương trình từ thiện "Dream Star Partner" của CCTV và trở thành đại sứ của dự án từ thiện này.

### 2015 – 2016: Sự nổi tiếng, thành công quốc tế và những đóng góp
Ngày 14 tháng 1 năm 2015, TFBOYS đã tham dự "Đêm hội Weibo 2014" và giành được "Giải thưởng cống hiến của năm" cho các hoạt động từ thiện trong năm 2014 của họ. Ngày 16 tháng 9, nhóm đã phát hành một đĩa đơn quảng cáo "Love with you" cho dự án từ thiện "2015 MusicRadio 我要上学 (I want to go to school)". Dự án nhằm mục đích hướng đến những trẻ em bị bỏ lại phía sau ở những vùng nghèo đói có ước mơ được đến trường.
Ngày 14 tháng 8, với tư cách là đại sứ hình ảnh, TFBOYS đã tham dự lễ phát động hoạt động "Sunshine Post" do Đoàn Thanh niên Cộng sản Trung Quốc khởi xướng và đọc Tuyên ngôn Ánh dương. Ngày 21 tháng 8, CCTV Kỷ niệm 70 năm Chiến tranh Nhân dân Trung Quốc chống Nhật Bản và Chiến tranh Thế giới chống Phát xít của chương trình công cộng lớn "Lớp học đầu tiên", nhóm vinh dự trở thành người đọc dẫn đầu để tri ân những anh hùng của cuộc chiến tranh. Ngày 15 tháng 8, TFBOYS đã tổ chức buổi họp mặt người hâm mộ kỷ niệm 2 năm debut với một chương trình cháy vé tại MasterCard Center mang tên "TFBOYS Fan's Time".
Ngày 23 tháng 9, TFBOYS đã tham gia vào Đêm từ thiện Bazaar Star 2015 và đã quyên góp được 4,17 triệu NDT cho quỹ từ thiện "为爱加速 (I love to progress)" ở quận nghèo đói Siyuan Basha. Tháng 11, TFBOYS trở thành người phát ngôn lợi ích công cộng cho Sở Cảnh sát Phòng cháy chữa cháy Công an Trùng Khánh. Cuối năm, họ tham dự hội nghị phúc lợi công cộng "Dự án khăn quàng đỏ QQ" do Tencent QQ, Qzone, Quỹ xóa đói giảm nghèo Trung Quốc và Quỹ phúc lợi công cộng Tencent đồng tài trợ để may quần áo ấm mùa đông cho thanh thiếu niên vùng sâu vùng xa nghèo đói.
Tháng 12, TFBOYS đã phát hành mini-album thứ ba "Big Dreamer". Trong đó, ca khúc "Cưng chiều" là "Bài hát của năm" tại Chinese Top Ten Music Awards - Giải thưởng hằng năm vinh danh 10 bài hát hay nhất Trung Quốc đại lục. Album đạt vị trí số 1 trên bảng xếp hạng Billboard China V Chart trong 6 tuần liên tiếp. Cũng trong năm này, TFBOYS nhận ba giải tại Chinese Top Ten Music Awards, ba giải tại YinYueTai V Chart Awards, ba giải tại QQ Music Awards, hai giải tại Top Chinese Music Awards và một giải tại iQiyi Night Awards.
Năm 2016, TFBOYS đã giành giải thưởng "Nhóm nhạc xuất sắc nhất năm" tại YinYueTai V Chart Awards lần thứ 3 liên tiếp. Cùng năm, TFBOYS đóng vai chính trong web drama Finding Soul. Họ cũng tổ chức hai buổi hòa nhạc kỷ niệm 3 năm ra mắt tại Trung tâm sinh thái thể thao LeTV vào ngày 6 tháng 8 và tại Trung tâm biểu diễn Nghệ thuật Thể thao Quốc tế Quảng Châu vào ngày 13 tháng 8.

### 2017 – nay: Tiếp tục thành công và các hoạt động cá nhân
Năm 2017, TFBOYS đóng vai chính trong bộ phim truyền hình Boy Hood, một bộ phim truyền hình đầy cảm hứng tập trung vào bóng chày. OST chính của bộ phim "Go!Amigo" đã đạt vị trí quán quân Billboard China V Chart trong 4 tuần liên tiếp. TFBOYS cũng giành được "Nhóm nhạc xuất sắc nhất năm" tại YinYueTai V Chart Awards lần thứ 4 liên tiếp.
Ngày 11 và 13 tháng 8, TFBOYS đã tổ chức hai concert kỷ niệm 4 năm debut của họ mang tên "Alive Four" tại Trung tâm Thể thao Olympic Nam Kinh. Ngày 13 tháng 8, họ thông báo trên Weibo rằng sẽ quyên góp 100 triệu NDT cho các nạn nhân và nỗ lực cứu hộ trận Động đất Cửu Trại Câu 2017, trận động đất mạnh 7,0 độ richter và giết chết hơn 25 người. Ngày 15 tháng 12, TFBOYS  đã phát hành một album mang tên "Our Time" bao gồm một bài hát solo của mỗi thành viên. Cùng năm, TFBOYS  thông báo rằng các thành viên sẽ thành lập studio cá nhân để tập trung vào các hoạt động cá nhân của riêng họ.
Năm 2018, TFBOYS đã phát hành một cuốn sách có tựa đề "2023: Trưởng thành không phải hư cấu" nhân kỷ niệm 5 năm debut của họ để giới thiệu những nỗ lực và thành công của nhóm. Ngày 2 tháng 8, họ đã tham dự buổi ra mắt tượng sáp của mình tại Bảo tàng tượng sáp Thượng Hải. Cùng năm, TFBOYS đã tổ chức buổi hòa nhạc kỷ niệm 5 năm ra mắt tại Sân vận động Công nhân Bắc Kinh vào ngày 24 tháng 8. Trong năm này, tiếp tục giữ sức ảnh hưởng của mình, TFBOYS nhận giải thưởng "Nhóm nhạc được yêu thích nhất năm" tại Global Chinese Golden Chart và "Nhóm nhạc xuất sắc nhất năm" tại 25nd Oriental Music Festival.
Ngày 11 tháng 1 năm 2019, TFBOYS đã tham dự sự kiện "Đêm hội Weibo 2018" và vinh dự nhận giải thưởng "Nhóm nhạc có sức ảnh hưởng nhất Weibo". Ngày 10 tháng 8, TFBOYS đã tổ chức concert kỷ niệm 6 năm debut tại Sân vận động Bảo An, Thâm Quyến. Cùng năm, họ nhận hai giải thưởng "Nhóm nhạc được yêu thích nhất năm" và "Nhóm nhạc hay nhất của năm" tại Tencent TMEA Music Entertainment Festival 2019.
Ngày 22 tháng 8 năm 2020, TFBOYS đã tổ chức một concert online mang tên "Du hành ánh sáng" do ảnh hưởng của đại dịch toàn cầu do virus SARS-CoV-2 gây ra. Theo số liệu thống kê, concert bán ra tổng cộng hơn 1 triệu vé, lúc cao điểm có 786.000 lượt khán giả theo dõi trực tuyến, ghi nhận kỷ lục nhóm nhạc sở hữu buổi hòa nhạc trực tuyến được xem nhiều nhất thế giới.

## Thành viên
| Tên khai sinh | Tên khai sinh | Tên khai sinh | Tên khai sinh | Tên khai sinh       | Ngày sinh         | Nơi sinh                | Màu sắc đại diện | Vị trí trong nhóm            | Tên fandom                      |
| Tiếng Anh     | Giản thể      | Phồn thể      | Bính âm       | Hán Việt            | Ngày sinh         | Nơi sinh                | Màu sắc đại diện | Vị trí trong nhóm            | Tên fandom                      |
| ------------- | ------------- | ------------- | ------------- | ------------------- | ----------------- | ----------------------- | ---------------- | ---------------------------- | ------------------------------- |
| TFBOYS        |               |               |               |                     |                   |                         | Cam              |                              | Tứ Diệp Thảo (Cỏ bốn lá)        |
| Karry Wang    | 王俊凯        | 王俊凱        | Wáng Jùnkǎi   | Vương Tuấn Khải     | 21 tháng 9, 1999  | Trùng Khánh, Trung Quốc | Xanh dương       | Trưởng nhóm, hát chính, rap. | Tiểu Bàng Giải (Cua nhỏ)        |
| Roy Wang      | 王源          | 王源          | Wáng Yuán     | Vương Nguyên        | 8 tháng 11, 2000  | Trùng Khánh, Trung Quốc | Xanh lá          | Hát chính                    | Tiểu Thang Viên (Bánh trôi nhỏ) |
| Jackson Yee   | 易烊千玺      | 易烊千璽      | Yì Yángqiānxǐ | Dịch Dương Thiên Tỉ | 28 tháng 11, 2000 | Hồ Nam, Trung Quốc      | Đỏ               | Nhảy chính, hát phụ          | Thiên Chỉ Hạc (Nghìn hạc giấy)  |

## Danh sách đĩa nhạc

### Album phòng thu và đĩa mở rộng
| Số thứ tự | Thời gian phát hành  | Tiêu đề                                      | Danh sách bài hát |
| --------- | -------------------- | -------------------------------------------- | --- |
| 1         | 18 tháng 10 năm 2013 | Heart - Start to Love (tiếng Trung: 梦·出发) | - "Heart" - "Tình yêu xuất phát" (tiếng Anh: Love Start, tiếng Trung: 爱出发) - "Nâng cánh ước mơ" (tiếng Anh: Start On Dreams, tiếng Trung: 梦想起航) |
| 2         | 17 tháng 10 năm 2014 | Manual of Youth (tiếng Trung: 青春修炼手册)  | - "Sổ tay rèn luyện thanh xuân" (tiếng Anh: Practise Book Of Youth, tiếng Trung: 青春修炼手册) - "Biểu tượng may mắn" (tiếng Anh: Lucky Symbol, tiếng Trung: 运符号幸) - "Hòn đảo vui vẻ" (tiếng Anh: Happy Island, tiếng Trung: 快乐环岛) - "Tên gọi niềm tin" (tiếng Anh: In The Name Of My Faith, tiếng Trung: 信仰之名) |
| 3         | 11 tháng 12 năm 2015 | Big Dreamer (tiếng Trung: 大梦想家)          | - "Người mang mộng lớn" (tiếng Anh: Big Dreamer, tiếng Trung: 大梦想家) - "Cưng chiều" (tiếng Anh: Pamper, tiếng Trung: 宠爱) - "Young" (tiếng Trung: 样) - "Dư vị mùa hè" (tiếng Anh: The Rest Of Our Summer, tiếng Trung: 剩下的盛夏) - "Lời của thiếu niên" (tiếng Anh: Youth Say, tiếng Trung: 少年说) - "Love with you" |
| 4         | 08 tháng 12 năm 2017 | Our Time (tiếng Trung: 我们的时光)           | - "Thời gian của chúng ta" (tiếng Anh: Our Time, tiếng Trung: 我们的时光) - "Trốn tìm" (tiếng Anh: Hide & Seek, tiếng Trung: 躲猫猫) - "Đứa trẻ không hoàn mỹ" (tiếng Anh: Imperfect Child, tiếng Trung: 不完美小孩) - "Là em" (tiếng Anh: It's You, tiếng Trung: 是你) - "Tiểu tinh linh" (tiếng Anh: Fairy, tiếng Trung: 小精灵) - "Áo bông nhỏ" (tiếng Anh: Jacket, tiếng Trung: 小棉袄), (Vương Tuấn Khải solo) - "Thế giới sau khi trưởng thành" (tiếng Anh: Grown Up, tiếng Trung: 长大以后的世界), (Vương Nguyên solo) - "Bạn nói" (tiếng Anh: You Say, tiếng Trung: 你说), (Dịch Dương Thiên Tỉ solo) - "Lời nói thật lòng quá mạo hiểm" (tiếng Anh: Try My Heart, tiếng Trung: 真心话太冒险) - "Đom đóm" (tiếng Anh: Firefly, tiếng Trung: 萤火) |

### Đĩa đơn
| Năm  | Thời gian phát hành | Tên bài hát                        | Tên khác                                                 | Ghi chú                                                             |
| ---- | ------------------- | ---------------------------------- | -------------------------------------------------------- | ------------------------------------------------------------------- |
| 2014 | 13/03               | Lâu đài phép thuật                 | tiếng Anh: Magic Castle, tiếng Trung: 魔法城堡           | Ca khúc quảng bá phim "Vương quốc Locke 3: Người bảo vệ Rồng Thánh" |
| 2014 | 04/07               | Muốn hát cứ hát                    | tiếng Anh: Sing It, tiếng Trung: 想唱就唱                | OST Tôi Là Chính Tôi                                                |
| 2014 | 06/08               | Vì ước mơ, luôn chuẩn bị, sẵn sàng | tiếng Trung: 为梦想，时刻准备着                          | Ca khúc quảng cáo sản phẩm máy gia sư Bubugao                       |
| 2014 | 01/09               | Tiết học đầu tiên                  | tiếng Trung: 開學第一課                                  | Ca khúc chủ đề show Lớp Học Đầu Tiên 2014                           |
| 2015 | 14/04               | Luyến tây du                       | tiếng Trung: 恋西游                                      | Ca khúc chủ đề phim hoạt hình Mộng Huyễn Tây Du 2                   |
| 2016 | 11/05               | Người bảo vệ                       | tiếng Trung: 守护家                                      | Ca khúc quảng cáo sản phẩm xà phòng SafeGuard                       |
| 2016 | 04/07               | Tiến vào tương lai                 | tiếng Trung: 未来的进击                                  | OST Mật Mã Siêu Thiếu Niên                                          |
| 2016 | 12/10               | Dòng sông vô tận                   | tiếng Trung: 不息之河                                    | OST Dũng Sĩ, kỉ niệm 80 năm ngày Trường chinh                       |
| 2016 | 01/11               | Cho tôi niềm vui                   | tiếng Trung: 给我的快乐                                  | Ca khúc quảng cáo sản phẩm nước uống Fanta                          |
| 2017 | 29/06               | Chung phút giây vui vẻ             | tiếng Trung: 同一秒快乐                                  | Ca khúc kỷ niệm chương trình tạp kĩ Happy Camp tròn 20 tuổi         |
| 2017 | 03/07               | Cố lên! AMIGO                      | tiếng Trung: 加油！AMIGO                                 | OST Thời Đại Niên Thiếu Của Chúng Ta                                |
| 2018 | 15/02               | Tôi và 2035 có cuộc hẹn            | tiếng Trung: 我和2035有个约                              | Ca khúc biểu diễn tại tiệc mừng xuân của CCTV                       |
| 2018 | 09/08               | Những năm tháng tươi đẹp nhất      | tiếng Anh: Best Years, tiếng Trung: 最好的那年           |                                                                     |
| 2018 | 18/08               | Thích em                           | tiếng Anh: Like You, tiếng Trung: 喜欢你                 |                                                                     |
| 2019 | 12/07               | Bạn bè của tôi                     | tiếng Anh: My Friends, tiếng Trung: 我的朋友             |                                                                     |
| 2019 | 04/08               | Lần đầu tỏ tình                    | tiếng Anh: The First Confession, tiếng Trung: 第一次告白 |                                                                     |
| 2020 | 06/08               | Ở bên bạn                          | tiếng Anh: Be With You, tiếng Trung: 和你在一起          |                                                                     |
| 2020 | 06/08               | Ánh đèn                            | tiếng Anh: Lights, tiếng Trung: 燈火                     |                                                                     |
| 2023 | 05/08               | Ngày mai gặp                       | tiếng Anh: See You Tomorrow, tiếng Trung: 明天见         |                                                                     |

### Cộng tác
| Năm  | Thời gian phát hành | Tên bài hát                                        | Tên khác                          | Cộng tác với                                                                   | Ghi chú                                                   |
| ---- | ------------------- | -------------------------------------------------- | --------------------------------- | ------------------------------------------------------------------------------ | --------------------------------------------------------- |
| 2015 | 02/06               | Chúng tôi là những người kế tục chủ nghĩa cộng sản | tiếng Trung: 我们是共产主义接班人 | Hàn Canh                                                                       | Ca khúc hợp tác cùng Đội Thiếu niên Tiên phong Trung Quốc |
| 2015 | 08/12               | Giấc mộng thiên đăng                               | tiếng Trung: 梦想天灯             | Vũ Tuyền                                                                       | Ca khúc quảng cáo sản phẩm mỳ tôm Master Kong             |
| 2016 | 30/11               | Mặt trời trong mắt em                              | tiếng Trung: 瞳孔里的太阳         | Dương Dương, Quan Hiểu Đồng, Đặng Tử Kỳ và nhiều nghệ sĩ khác                  | Ca khúc từ thiện nhân Ngày thế giới phòng chống bệnh AIDS |
| 2017 | 11/12               | Tonight forever                                    |                                   | Vương Lực Hoành                                                                |                                                           |
| 2018 | 27/01               | Tán dương thời đại mới                             | tiếng Trung: 赞赞新时代           | Lý Dịch Phong, Dương Dương, Quan Hiểu Đồng, Châu Đông Vũ và nhiều nghệ sĩ khác | Đĩa đơn từ thiện                                          |

## Danh sách phim
| Năm  | Tên phim                                                 | Thành viên          | Vai diễn       | Kênh phát sóng             |
| ---- | -------------------------------------------------------- | ------------------- | -------------- | -------------------------- |
| 2016 | Mật Mã Siêu Thiếu Niên 超少年密码 Finding Soul           | Vương Tuấn Khải     | Hạ Thường An   | Le.com                     |
| 2016 | Mật Mã Siêu Thiếu Niên 超少年密码 Finding Soul           | Vương Tuấn Khải     | 001            | Le.com                     |
| 2016 | Mật Mã Siêu Thiếu Niên 超少年密码 Finding Soul           | Vương Nguyên        | Tuỳ Ngọc       | Le.com                     |
| 2016 | Mật Mã Siêu Thiếu Niên 超少年密码 Finding Soul           | Vương Nguyên        | 002            | Le.com                     |
| 2016 | Mật Mã Siêu Thiếu Niên 超少年密码 Finding Soul           | Dịch Dương Thiên Tỉ | Thầm Hạo Hiên  | Le.com                     |
| 2016 | Tạm Thời Cách Xa 小别离 A Love For Separation            | Vương Tuấn Khải     | Lý Tưởng       | Bắc Kinh TV Chiết Giang TV |
| 2016 | Tạm Thời Cách Xa 小别离 A Love For Separation            | Vương Nguyên        | Vương Tuấn     | Bắc Kinh TV Chiết Giang TV |
| 2016 | Tạm Thời Cách Xa 小别离 A Love For Separation            | Dịch Dương Thiên Tỉ | Tống Vân Triết | Bắc Kinh TV Chiết Giang TV |
| 2017 | Thời Đại Thiếu Niên Của Chúng Ta 我们的少年时代 Boy Hood | Vương Tuấn Khải     | Ổ Đồng         | Hồ Nam TV                  |
| 2017 | Thời Đại Thiếu Niên Của Chúng Ta 我们的少年时代 Boy Hood | Vương Nguyên        | Ban Tiểu Tùng  | Hồ Nam TV                  |
| 2017 | Thời Đại Thiếu Niên Của Chúng Ta 我们的少年时代 Boy Hood | Dịch Dương Thiên Tỉ | Doãn Kha       | Hồ Nam TV                  |

## Chương trình tham gia

### Chương trình dài tập
| Năm  | Thời gian phát sóng | Tên chương trình         | Đơn vị phát sóng | Ghi chú                                     |
| ---- | ------------------- | ------------------------ | ---------------- | ------------------------------------------- |
| 2013 | 15/11               | TF Teens Go Season 1     | iQiyi            | Cùng các thực tập sinh của TF Entertainment |
| 2014 | 13/09               | Sổ Tay Thần Tượng TFBoys | iQiyi            | 11 tập                                      |
| 2014 | 17/10               | TF Teens Go Season 2     | iQiyi            | Cùng các thực tập sinh của TF Entertainment |
| 2015 | 06/03               | TF Teens Go Season 3     | iQiyi            | Cùng các thực tập sinh của TF Entertainment |
| 2015 | 02/11               | Nhật Ký Quan Sát TFBoys  | iQiyi            | 18 tập                                      |
| 2015 | 06/11               | Run For Time             | Hồ Nam TV        | Cùng hơn 50 nghệ sĩ khác                    |

### Gala mừng năm mới CCTV
| Thời gian phát sóng | Ca khúc biểu diễn | Tên tiếng Trung                    |
| ------------------- | --- | ---------------------------------- |
| 07/02/2016          | Hạnh Phúc Trưởng Thành | 幸福成長                           |
| 27/01/2017          | Năm Trung Quốc Tươi Đẹp | 美麗中國年                         |
| 14/02/2018          | Tôi Và 2035 Có Cuộc Hẹn | 我和2035有個約                     |
| 04/02/2019          | Chúng Ta Đều Là Những Người Theo Đuổi Ước Mơ | 我們都是追夢人                     |
| 24/01/2020          | Cha Mẹ (Vương Tuấn Khải cùng Lý Vinh Hạo, Vu Nghị Đồng) Hai Mươi Năm Gặp Lại (Vương Nguyên cùng Trương Thiều Hàm, Dương Tử, Từ Tử Tuệ) Điểm Xuất Phát Của Thanh Xuân (Dịch Dương Thiên Tỉ cùng Vương Gia Nhĩ, La Chí Tường) | 爸爸媽媽 再次相約二十年 青春的起点 |
| 06/02/2021          | Tranh Tuyết Tốt Lành Bình An (Vương Tuấn Khải cùng Hàn Tuyết, A Vân Ca, Viên Á Duy) Nghe Tôi Nói (Vương Nguyên cùng Nguyệt Lượng, Lạc Thiên Y) Người Thân (Dịch Dương Thiên Tỉ cùng Trương Kiệt)                            | 瑞雪平安图 听我说 亲戚             |

## Giải thưởng
| Năm  | Thời gian | Nhà tổ chức        | Tên buổi lễ                                    | Giải thưởng                                            | Tác phẩm đề cử              | Kết quả   | Ghi chú |
| ---- | --------- | ------------------ | ---------------------------------------------- | ------------------------------------------------------ | --------------------------- | --------- | ------- |
| 2014 | 15/04     | YinYueTai          | YinYueTai VChart Awards                        | Nghệ sĩ được yêu thích nhất (Đại lục)                  |                             | Đoạt giải | [ 13 ]  |
| 2014 | 15/04     | YinYueTai          | YinYueTai VChart Awards                        | Nghệ sĩ nổi tiếng nhất                                 |                             | Đoạt giải | [ 13 ]  |
| 2014 | 06/12     | iQiyi              | IQIYI Night Awards                             | Nhóm nhạc được yêu thích nhất năm                      |                             | Đoạt giải | [ 47 ]  |
| 2014 | 06/12     | iQiyi              | IQIYI Night Awards                             | Top 10 ca khúc của năm                                 | Sổ tay rèn luyện thanh xuân | Đoạt giải | [ 47 ]  |
| 2015 | 15/01     | Sina Weibo         | Weibo Night Party 2014                         | Giải thưởng cống hiến của năm                          |                             | Đoạt giải | [ 20 ]  |
| 2015 | 25/03     | Tencent QQ         | QQ Music Awards                                | Nhóm nhạc của năm xuất sắc nhất                        |                             | Đoạt giải | [ 29 ]  |
| 2015 | 25/03     | Tencent QQ         | QQ Music Awards                                | Nhóm nhạc mới tiềm năng                                |                             | Đoạt giải | [ 29 ]  |
| 2015 | 25/03     | Tencent QQ         | QQ Music Awards                                | Nhóm nhạc có nhân khí trên mạng cao nhất               |                             | Đoạt giải | [ 29 ]  |
| 2015 | 30/03     | Sina Weibo         | 22nd Oriental Music Festival                   | Nhóm nhạc xuất sắc nhất                                |                             | Đoạt giải | [ 30 ]  |
| 2015 | 30/03     | Sina Weibo         | 22nd Oriental Music Festival                   | Nhóm nhạc được yêu thích nhất                          |                             | Đoạt giải | [ 30 ]  |
| 2015 | 30/03     | Sina Weibo         | 22nd Oriental Music Festival                   | Top 10 ca khúc của năm                                 | Sổ tay rèn luyện thanh xuân | Đoạt giải | [ 30 ]  |
| 2015 | 08/04     | iQiyi              | IQIYI Night Awards                             | Ca khúc vàng đệ nhất                                   | Tên gọi niềm tin            | Đoạt giải | [ 31 ]  |
| 2015 | 11/04     | YinYueTai          | YinYueTai VChart Awards                        | Nghệ sĩ được yêu thích nhất (Đại lục)                  |                             | Đoạt giải | [ 32 ]  |
| 2015 | 11/04     | YinYueTai          | YinYueTai VChart Awards                        | Nghệ sĩ tạo xu hướng mới                               |                             | Đoạt giải | [ 32 ]  |
| 2015 | 11/04     | YinYueTai          | YinYueTai VChart Awards                        | Nghệ sĩ nổi tiếng xuất sắc nhất (Đại lục)              |                             | Đoạt giải | [ 32 ]  |
| 2015 | 13/04     | Ray Media          | Top Chinese Music Awards                       | Nhóm nhạc được yêu thích nhất (Đại lục)                |                             | Đoạt giải | [ 33 ]  |
| 2015 | 13/04     | Ray Media          | Top Chinese Music Awards                       | Ca khúc được yêu thích nhất                            | Sổ tay rèn luyện thanh xuân | Đoạt giải | [ 33 ]  |
| 2015 | 13/04     | Ray Media          | Top Chinese Music Awards                       | Top 10 ca khúc vàng                                    | Sổ tay rèn luyện thanh xuân | Đoạt giải | [ 33 ]  |
| 2016 | 04/02     | Star Power List    | Annual Awards Ceremony 2015                    | Nhóm nhạc được yêu thích nhất năm                      |                             | Đoạt giải | [ 48 ]  |
| 2016 | 23/03     | Tencent QQ         | QQ Music Awards                                | Nhóm nhạc của năm xuất sắc nhất                        |                             | Đoạt giải | [ 49 ]  |
| 2016 | 23/03     | Tencent QQ         | QQ Music Awards                                | Bài hát được chia sẻ nhiều nhất trên QQ                | Cưng chiều                  | Đoạt giải | [ 49 ]  |
| 2016 | 23/03     | Tencent QQ         | QQ Music Awards                                | Sự lựa chọn đầu tiên của người hâm mộ cho sự nổi tiếng |                             | Đoạt giải | [ 49 ]  |
| 2016 | 28/03     | Sina Weibo         | 23nd Oriental Music Festival                   | Top 10 ca khúc vàng                                    | Cưng chiều                  | Đoạt giải | [ 50 ]  |
| 2016 | 03/04     | Hit FM             | Global Chinese Golden Chart                    | Nhóm nhạc được yêu thích nhất năm                      |                             | Đoạt giải | [ 41 ]  |
| 2016 | 10/04     | YinYueTai          | YinYueTai VChart Awards                        | Nhóm nhạc của năm xuất sắc nhất                        |                             | Đoạt giải | [ 34 ]  |
| 2016 | 11/06     | CityFM City Voice  | City Supreme Music Festival                    | Top 20 bài hát vàng hàng năm                           | Người mang mộng lớn         | Đoạt giải | [ 51 ]  |
| 2016 | 11/06     | CityFM City Voice  | City Supreme Music Festival                    | Nhóm nhạc được yêu thích của năm                       |                             | Đoạt giải | [ 51 ]  |
| 2016 | 28/07     | Ipoh Pure Water    | Asian New Media Film Festival                  | Phim truyền hình hay nhất                              | Mật mã siêu thiếu niên      | Đoạt giải | [ 52 ]  |
| 2016 | 27/09     | Asia New Song List | Asia New Song List Annual Festival 2016        | Nhóm nhạc của năm xuất sắc nhất                        |                             | Đoạt giải | [ 53 ]  |
| 2016 | 25/12     | Sina Weibo         | Mobile Video Festival 2016                     | Thần tượng tiên phong của năm                          |                             | Đoạt giải | [ 54 ]  |
| 2017 | 16/01     | Sina Weibo         | Weibo Night Party 2016                         | King Weibo                                             |                             | Đoạt giải | [ 55 ]  |
| 2017 | 27/03     | Sina Weibo         | 24nd Oriental Music Festival                   | Nhóm nhạc xuất sắc nhất                                |                             | Đoạt giải | [ 56 ]  |
| 2017 | 27/03     | Sina Weibo         | 24nd Oriental Music Festival                   | Top 10 ca khúc vàng                                    | Đứa trẻ không hoàn mỹ       | Đoạt giải | [ 56 ]  |
| 2017 | 07/05     | Hit FM             | Global Chinese Golden Chart                    | Nhóm nhạc được yêu thích nhất năm                      |                             | Đoạt giải | [ 41 ]  |
| 2017 | 08/04     | YinYueTai          | YinYueTai VChart Awards                        | Nhóm nhạc xuất sắc nhất (Đại lục)                      |                             | Đoạt giải | [ 37 ]  |
| 2017 | 19/07     | Netease Fashion    | Netease Entertainment Crossover Festival 2017  | Nhóm nhạc quyền lực xuyên biên giới xuất sắc nhất năm  |                             | Đoạt giải | [ 57 ]  |
| 2017 | 27/08     | Asia New Song List | Asia New Song List Annual Festival 2017        | Nhóm nhạc của năm xuất sắc nhất                        |                             | Đoạt giải | [ 58 ]  |
| 2017 | 02/12     | iQiyi              | IQIYI Night Awards                             | Nhóm nhạc của năm                                      |                             | Đoạt giải | [ 59 ]  |
| 2017 | 16/12     | Migu Music         | Migu Music Awards                              | Nhóm nhạc được yêu thích nhất năm                      |                             | Đoạt giải | [ 60 ]  |
| 2017 | 16/12     | Migu Music         | Migu Music Awards                              | Nhóm nhạc được gọi tên nhiều nhất trong năm            |                             | Đoạt giải | [ 60 ]  |
| 2017 | 16/12     | Migu Music         | Migu Music Awards                              | Top 10 bài hát vàng của năm                            | Thời gian của chúng ta      | Đoạt giải | [ 60 ]  |
| 2018 | 18/01     | Sina Weibo         | Weibo Night Party 2017                         | Thần tượng năng lượng tích cực của năm                 |                             | Đoạt giải | [ 61 ]  |
| 2018 | 27/01     | Hit FM             | Global Chinese Golden Chart                    | Nhóm nhạc được yêu thích nhất năm                      |                             | Đoạt giải | [ 41 ]  |
| 2018 | 03/02     | Sina Weibo         | Mobile Video Festival 2018                     | Nhóm nhạc thần tượng ảnh hưởng hàng năm                |                             | Đoạt giải | [ 62 ]  |
| 2018 | 03/02     | Sina Weibo         | Mobile Video Festival 2018                     | Nhân vật từ thiện của năm                              |                             | Đoạt giải | [ 62 ]  |
| 2018 | 26/03     | Sina Weibo         | 25nd Oriental Music Festival                   | Nhóm nhạc xuất sắc nhất năm                            |                             | Đoạt giải | [ 42 ]  |
| 2018 | 26/03     | Sina Weibo         | 25nd Oriental Music Festival                   | Top 10 ca khúc vàng                                    | Đom đóm                     | Đoạt giải | [ 42 ]  |
| 2019 | 11/01     | Sina Weibo         | Weibo Night Party 2018                         | Nhóm nhạc có sức ảnh hưởng nhất Weibo                  |                             | Đoạt giải | [ 43 ]  |
| 2019 | 06/12     | iQiyi              | IQIYI Night Awards                             | Nhóm nhạc gào thét                                     |                             | Đoạt giải | [ 63 ]  |
| 2019 | 08/12     | Tencent Video      | Tencent TMEA Music Entertainment Festival 2019 | Nhóm nhạc được yêu thích nhất năm                      |                             | Đoạt giải | [ 44 ]  |
| 2019 | 08/12     | Tencent Video      | Tencent TMEA Music Entertainment Festival 2019 | Nhóm nhạc hay nhất của năm                             |                             | Đoạt giải | [ 44 ]  |
| 2020 | 11/01     | Sina Weibo         | Weibo Night Party 2019                         | Nhóm nhạc có sức ảnh hưởng trong 10 năm Weibo          |                             | Đoạt giải | [ 64 ]  |
| 2021 | 23/01     | Tencent Video      | Tencent TMEA Music Entertainment Festival 2020 | Nhóm nhạc có ảnh hưởng nhất năm                        |                             | Đoạt giải | [ 65 ]  |
| 2021 | 23/01     | Tencent Video      | Tencent TMEA Music Entertainment Festival 2020 | Bài hát của năm                                        | Ánh đèn                     | Đoạt giải | [ 65 ]  |

Còn nhiều giải thưởng khác chưa được nêu.